# نیکولوسی
نیکولوسی (به ایتالیایی: Nicolosi) یک کومونه در ایتالیا است که در استان کاتانیا واقع شده‌است.

## خصوصیات
نیکولوسی ۴۲٫۵ کیلومترمربع مساحت و ۷٬۳۲۴ نفر جمعیت دارد و ۷۰۰ متر بالاتر از سطح دریا واقع شده‌است.